# Grad Liemberg
Razvaline gradu Liemberg so ruševine gradu na vrhu hriba na Koroškem zahodno od istoimenskega kraja v občini Liebenfels na strmem pobočju Göseberga.
Grajski kompleks je bil zgrajen v 12. stoletju, sestoji predvsem iz romanskega okroglega stolpa Vorwerka s premerom približno devet metrov, še vedno dobro ohranjenega gotskega stolpa in palasa, ki je bila v zadnjem času tudi strukturno spremenjen. Ta precej nenavaden grajski kompleks je zaradi svoje majhnosti podcenjen.
Vorwerk, zgrajen na skalnih stopnicah pod gradom, je bil sčasoma prilagojen kot kapela in je bil naseljen do 20. stoletja.

## Zgodovina
Okolica gradu je bila poseljena že v prazgodovini in rimski dobi. Najstarejša posredna dokumentirana omemba gradu Liemberga je iz leta 1167 (Wolfpertus de Liebenberch). Grad je bil poškodovan v velikem koroškem potresu leta 1348, o čemer obstajajo poročila o škodi. V 16. stoletju je bil grad kot prebivališče opuščen, potem ko so njegovi tedanji lastniki dali zgraditi dvorec Liemberg ob vznožju pobočja. Okrog leta 1688 je Liemberg opisal Valvasor kot »stari, zdaj popolnoma opustošen in zapuščen grad, ki je videti samo kot hrib«.